# 清远广播电视台
清远广播电视台，简称QYRTV、清远广电，是中华人民共和国广东省清远市的一家广播电视播出机构，也是中共清远市委、清远市人民政府的喉舌，成立于1988年8月，使用普通话和粤语播出。台址位于广东省清远市清城区人民二路11号。

## 历史
- 1988年5月，清远人民广播电台在原清远县广播电台的基础上成立。
- 1988年8月，清远电视台成立。
- 1990年4月，清远有线电视台成立。
- 2002年，清远有线电视台与清远电视台合并，原有线台改为清远电视台公共频道。
- 2005年8月，清远电视台与清远人民广播电台合并，成立清远广播电视台。
- 2018年5月，清远广播电视台新闻综合频道、公共频道实现高标清同播
- 2020年8月27日，清远广播电视台新闻综合频道、公共频道节目信号接入广东移动、电信IPTV平台，高清频道实现覆盖全市
- 2025年7月，广电总局公布新一批电视频道名录，已不存在文旅生活频道和农村广播[1]。同月28日，前述频道正式停播[2]。

## 旗下资产

### 电视频道
| 頻道名稱     | 语言         | 广播格式                    | 啟播時間 | 频道前身 | 備註                                                                                           | 備註 |
| 新闻综合频道 | 普通話       | SD: PAL 576i 16:9 HD: 1080i |          |          | 清远市第一個无线電視頻道，現時以新聞、時事、專題類節目為主                                     |      |
| 文旅生活频道 | 普通话、粤语 | SD: PAL 576i 16:9 HD: 1080i |          | 公共频道 | 清远市第一個有线電視頻道，原為政策性電視頻道，2022年轉型為生活频道，現時以生活、文旅類節目為主 |      |

### 广播频率
| 頻道名稱     | 语言   | 频道频率  | 啟播時間 | 频道前身                 | 備註                                                                       |
| 综合广播     | 普通話 | FM88.7MHz |          | 清远人民广播电台（主频） | 以新聞為主，集新聞性、公益性、服務性、監督性為一體的綜合頻率               |
| 交通音乐广播 | 普通話 | FM95.9MHz |          |                          | 主要為駕車人士服務的頻率，提供路況播報、生活資訊、服務類以及音樂、娛樂節目 |
| 农村广播     | 普通話 | FM97.8MHz |          |                          | 主要為農業生產者服務的頻率，提供農業服務類節目                             |